# Ромат Євгеній Вікторович
Євге́ній Вікторович Ро́мат (народ. 7 серпня, 1959, Харків) — український вчений-економіст, громадський діяч, спеціаліст у галузі маркетингу та маркетингових комунікацій. Доктор наук з державного управління (2004), академік Академії економічних наук України. Із 2020 р. – професор Київського національного університету імені Тараса Шевченка. Голова громадської професійної організації, творчої спілки – Спілки рекламістів України (з 2007 р.), головний редактор журналу «Маркетинг і реклама», автор багатьох книг із проблематики реклами, маркетингу, маркетингових комунікацій, організатор загальнонаціональних рекламних фестивалів.

## Біографія

### Перші роки
Євгеній Ромат народився 7 серпня 1959 р. в Харкові. У 1980 р. з відзнакою закінчив Харківський інститут громадського харчування (ХІГХ) зі спеціальності «економіка торгівлі», після чого почав трудову діяльність на посаді директора ресторану «Центральний» у місті Богодухів Харківської області. Після певного часу роботи на цій посаді та строкової служби в збройних силах повернувся на роботу до ХІГХ науковим співробітником і викладачем.  
У 1985 р. поступив до аспірантури Київського торговельно-економічного інституту. Через три роки, у 1988 р. захистив дисертацію на здобуття ступеню кандидата економічних наук, після чого був призначений проректором з виховної роботи ХІГХ. Працював деканом спеціального факультету цього інституту з перепідготовки кадрів. Із 1989 р. по 2000 р. працював директором Вищої школи підприємництва Харківського державного університету харчування та торгівлі та деканом факультету маркетингу того ж ЗВО.

### Початок видавничої та комунікаційної діяльності
З початку 1990-х рр. у сферу наукових та практичних інтересів Євгенія Ромата потрапила реклама та рекламна діяльність як нова форма господарських відносин на пострадянському просторі. У 1995 р. Євгеній Ромат став автором першого в Україні навчального посібника з проблематики реклами — «Реклама в системі маркетингу», який здобув широку популярність на території країн СНД. Посібник витримав низку перевидань та визнаний як класичний навчальний посібник з реклами. У 1999 р. було видано перший в Україні університетський підручник «Реклама», який також витримав понад десяток перевидань. Загальний наклад виданий підручників, посібників та монографій перевищив 100 тисяч примірників. 
У вересні 1996 р. Євгеній Ромат виступив видавцем першого в Україні професійного журналу з маркетингу «Маркетинг та реклама» (видається до сьогодні). Він очолив видавничий дім «Студцентр», що спеціалізувався на виданні маркетингово-рекламної літератури, а також на випуску журналів «Маркетингові дослідження в Україні» (2004) та «Логістика: проблеми та рішення» (2006). В усіх вказаних журналах Є. В. Ромат обіймав посади головного редактора.

### Наукова та викладацька робота
У 2000 р. Є. Ромат поступив до докторантури Національної академії державного управління при Президентові України, яку закінчив у 2003 р., захистивши першу в Україні докторську дисертацію з рекламної проблематики. Розпочав працювати професором Київського національного торговельно-економічного університету. Пізніше його було обрано членом Експертної ради з державного управління ВАК України. Із 1 грудня 2010 р. до червня 2020 р. Євгеній Ромат працював завідувачем кафедри маркетингу та реклами (з 2018 р. – кафедри маркетингу) Київського національного торговельно-економічного університету. У травні 2011 р. професор Є. Ромат стає академіком Академії економічних наук України. Він є засновником наукової школи у сфері маркетингу. Під його науковим керівництвом захистили дисертації 10 кандидатів економічних наук та два доктора філософії (PhD) з маркетингу.  Ще два кандидати наук та два доктора наук захистилися під науковим керівництвом Є. Ромата в галузі наук з державного управління. У 2020 р. Євгеній Ромат починає працювати у Київському національному університеті імені Тараса Шевченка на посаді професора кафедри реклами та зв'язків з громадськістю Навчально-наукового інституту журналістики (ННІЖ). У 2022 р. з ініціативи та під керівництвом Є. Ромата в ННІЖ організовано магістерську програму «Бренд-комунікації».

### Громадська та практична комунікаційна діяльність
З 1995 р. Євгеній Ромат входить до складу Правління Спілки рекламістів України та протягом семи років очолював Харківську обласну організацію Спілки. У 1995 р. він увійшов до робочої групи з написання Закону України «Про рекламу», який був прийнятий Верховною Радою України в 1996 р. Із 2000-х рр. є активним учасником та організатором рекламних виставок та багатьох основних рекламних заходів в Україні та на просторі СНД. У 2000 р. та у 2005 р. Ромат входив до складу Ради з проблем реклами при Кабінеті міністрів України. Із 2007 р. Ромат обіймає посаду голови Спілки рекламістів України. Брав активну участь у проведенні виставок «Реклама» та «REX», входив до складу журі номінацій Київського міжнародного фестивалю реклами. 
Протягом багатьох років виступає організатором багатьох українських рекламних фестивалів та конференцій, зокрема був ініціатором та активним співорганізатором створеного щорічного Українського студентського фестивалю реклами (УСФР), що проводиться з 2004 р. У листопаді-грудні 2022 р. успішно відбувся 17-й УСФР. Із 2005 р. до 2013 р. з ініціативи та активної участі Є. Ромата щорічно організовувалися також регіональні студентські фестивалі реклами (Буковинський, Донецький, Харківський та Кримський). У 2005 р. було також започатковано щорічний Національний фестиваль соціальної реклами (НФСР). У 2020 р. було успішно проведено 12-й НФСР. Як головний редактор журналу «Маркетингові дослідження в Україні» Євгеній Ромат виступив організатором міжнародної науково-практичної конференції «Маркетингові дослідження: інструменти та технології». Успішно проведено 17 конференцій.
У 2015 – 2017 рр. брав участь у роботі Громадської Ради Міністерства інформаційної політики України. З 2017 р. бере участь у роботі Громадської Ради Комітету з питань свободи слова Верховної Ради України.

## Нагороди та досягнення
- «Відмінник народної освіти» (1988),
- Персональна стаття в першому виданні всеукраїнської іміджевої енциклопедії «Хто є хто в Україні» (1998).
- Золота нагорода Спілки рекламістів України «За внесок у розвиток вітчизняної реклами» (1999).
- Премія українського загальнонаціонального проекту «Слід у рекламі» (2004).
- Почесна грамота Міністерства освіти та науки України (2009).
- Почесна грамота Верховної Ради України (2016).
- Почесний знак Міністерства освіти і науки України «За наукові та освітні здобутки» (2019) та ін.

## Сім’я
Одружений із Тетяною Анатоліївною Пироговою, виконавчою директоркою Національного фестивалю соціальної реклами, координаторкою проєкту Український студентський фестиваль реклами, відповідальною секретаркою Спілки рекламістів України. Донька Тетяна, юристка. 

## Окремі публікації
- Ромат Е. В. Реклама в системе маркетинга: учебное пособие. Харьков: Студцентр, 1995. 229 с.
- Ромат Е. В. Реклама. Учебник для вузов. Харьков: Студцентр, 2000. 480 с.
- Аржанов Н. П., Пирогова Т. А. История отечественной рекламы. Галерея рекламной классики / Под ред. Ромата Е. В. Харьков: Студцентр, 2004. 304 с.
- Ромат Є. В. Державне управління рекламною діяльністю в Україні     (теоретико- методологічний аспект): дис… доктора наук з держ.     управління: 25.00.02 / Національна академія держ. управління при Президентові України. Київ, 2004.
- Мерчандайзинг / Под ред. Е. В. Ромата. Харьков: Студцентр, 2008.  264 с.
- Ромат Е. В. Реклама: учеб. для вузов. 9-е изд. СПб.: Питер, 2013. 512 с.
- Ромат Є. В. Основи зв’язків з громадськістю : Навч. пос. / Є.В. Ромат, І.О. Бучацька, Т.В. Дубовик. Київ : Київ. нац. торг.- екон. ун-т, 2014. 243 с.
- Ромат Є.В. Маркетинг у публічному управлінні: Моногр. / Є. Ромат, Ю. Гаврилечко. Київ: КНТЕУ, 2018. с. 276.
- Ромат Є. В. Маркетингові     комунікації у сучасному мінливому середовищі: монографія / [Ромат Є.В., J. W. Wiktor, K. Sanak-Kosmowska, Багорка М.О. та ін.]; за заг. ред. В. Ф. Іванова та Є. В. Ромата. Київ : Студцентр, 2022. 212 с.
- Ромат Є. В. Маркетингові комунікації: підручник / Євгеній Ромат. Київ: ННІЖ Киів. нац. ун-т імені Тараса Шевченка / Студцентр, 2022. 354 с.